# Бланфосе
Бланфосе (фр. Blancfossé) насеље је и општина у североисточној Француској у региону Пикардија, у департману Оаза која припада префектури Бове.
По подацима из 2011. године у општини је живело 130 становника, а густина насељености је износила 25,19 становника/km². Општина се простире на површини од 5,16 km². Налази се на средњој надморској висини од 125 метара (максималној 172 m, а минималној 103 m).

## Демографија
| 1962. | 1968. | 1975. | 1982. | 1990. | 1999. | 2011. |
| ----- | ----- | ----- | ----- | ----- | ----- | ----- |
| 131   | 133   | 115   | 118   | 91    | 119   | 130   |

График промене броја становника у току последњих година